# Listă de filme idol: X
Aceasta este o listă de filme idol în ordine alfabetică. Vedeți Listă de filme idol pentru lista principală.
| Film   | An   | Regizor                 | Surse       |
| ------ | ---- | ----------------------- | ----------- |
| Xanadu | 1980 | Robert Greenwald        | [ 1 ]       |
| Xtro   | 1983 | Harry Bromley Davenport | [ 2 ] [ 3 ] |